# اس‌آ

نشان اس آ

اس‌آ(اشْتورم‌آبتِیلونگ) (به آلمانی: Sturmabteilung)، نیروی شبه‌نظامی حزب ملی کارگران سوسیالیست آلمان بود، این نیروی شبه‌نظامی در افزایش قدرت آدولف هیتلر بین سال‌های ۱۹۲۰ تا ۱۹۳۰ میلادی نقش برجسته‌ای داشت. رنگ لباس این گروه، خاکی بود. این گروه شبه‌نظامی تا قبل از قدرت‌گیری آدولف هیتلر و حزب نازی (۱۹۳۳) نقش پررنگی را در حزب نازی ایفا می‌کرد، اما پس از قدرت‌گیری آدولف هیتلر و پس از جریان شب دشنه‌های بلند به تدریج کنار گذاشته‌شد و اس اس جایگزین آن شد، گرچه هرگز به طور رسمی اس آ منحل نشد.

## ظهور

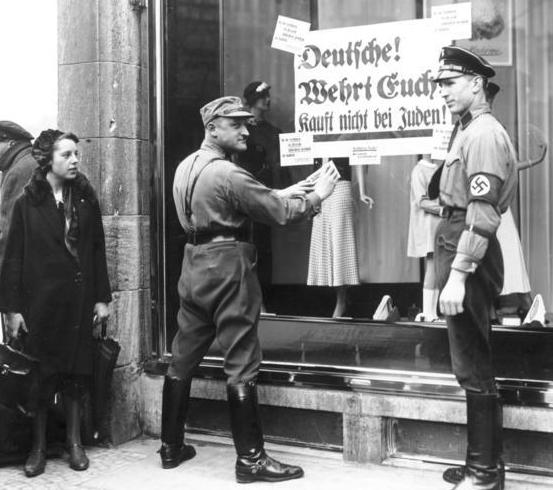
جلوگیری از فعالیت یهودیان توسط اس آ

پس از آنکه آدولف هیتلر به حزب نازی پیوست، به دلیل آنکه قدرت سخنوری بسیار خوبی داشت، به آسانی و به سرعت به عنوان سخنگوی حزب نازی انتخاب شد. در گام بعدی، او پس از آنکه به ریاست حزب رسید، نام حزب را با افزودن واژهٔ سوسیالیست به حزب ناسیونال‌سوسیالیست کارگران آلمان تغییر داد. هیتلر سپس به فکر تبلیغات وسیع برای حزب افتاد. وی می‌دانست که فعالیت‌های هر حزب مطمئناً مخالفانی خواهد داشت بنابراین به فکر ایجاد یک گروه شبه‌نظامی برای مهار و سرکوب مخالفان بود.
در ۴ نوامبر ۱۹۲۱ میلادی، یک جلسه عمومی بزرگ در مونیخ توسط حزب نازی تشکیل شد، هیتلر در جریان سخنرانی در این تجمع به اهمیت وجود یک گروه شبه‌نظامی و ضرورت برخورد با مخالفان حزب اشاره کرد. در جریان این جلسه عمومی رسماً نام اس آ (کوتاه‌شدهٔ Sturmabteilung یعنی طوفان‌سواران یا سواران طوفان) برای گروه شبه‌نظامی حزب نازی انتخاب شد. پس از آن رهبری گروه اس‌آ به ارنست روهم واگذار شد. در سال‌های پس از ۱۹۲۰ اس‌آ درگیری‌های بسیاری با گروه‌های کمونیستی و گروه‌های مخالف حزب داشت که تقریباً اکثر این درگیری‌ها در خیابان صورت می‌گرفت.
هیتلر پس از ۱۹۳۳ به شدت تمایل به افزایش ارتش ۱۰۰،۰۰۰ نفری آلمان داشت؛ در این بین ارنست روهم پیشنهاد ادغام اس‌آ با ارتش را به هیتلر و سران ارتش داد. افسران ارتش که نگران موقعیت خود بودند، این پیشنهاد را به شدت رد کردند؛ هیتلر نیز مخالف این ایده بود، چون معتقد بود ارتش آلمان به نمونه‌ای از ارتش سرخ شوروی تبدیل خواهد شد. از طرف دیگر هیتلر، اس اس و شخص هاینریش هیملر را مأمور کنترل اس‌آ قرار داد، گرچه اعضای اس اس و اس آ درگیری‌های لفظی با یکدیگر داشتند. اعضای اس آ را معمولاً طبقه ضعیف و کارگران تشکیل می‌دادند و اعضای اس اس را معمولاً طبقه متوسط جامعه تشکیل می دادند.
در سال ۱۹۳۳ وزیر دفاع هیتلر و افسر رابط ارتش و حزب نازی از قدرت‌گیری اس آ به هیتلر اخطار دادند، از طرفی روهم نیز با ارسال نامه‌ای به هیتلر از وی درخواست کرد که فرمان صدور بسیج عمومی را به گروه اس آ واگذار کند. ورنر فون بلومبرگ وزیر دفاع به همراه والتر فون ریشناو رابط ارتش و حزب نازی و هرمان گورینگ و همچنین هاینریش هیملر در صدد برآمدند تا با طرح نقشه‌ای هیتلر را متقاعد کنند تا ارنست روهم را به هر نحو از میان بردارد. آنها به هیتلر اینگونه وانمود کردند که روهم در پی نزدیک شدن به فرانسه و سرنگونی دولت هیتلر است، هیتلر ابتدا این پیام را غیرواقعی خواند اما پس از تکرارهای فراوان اطرافیانش، رویکرد متفاوتی نسبت به ارنست روهم پیدا کرد.

## ارنست روهم

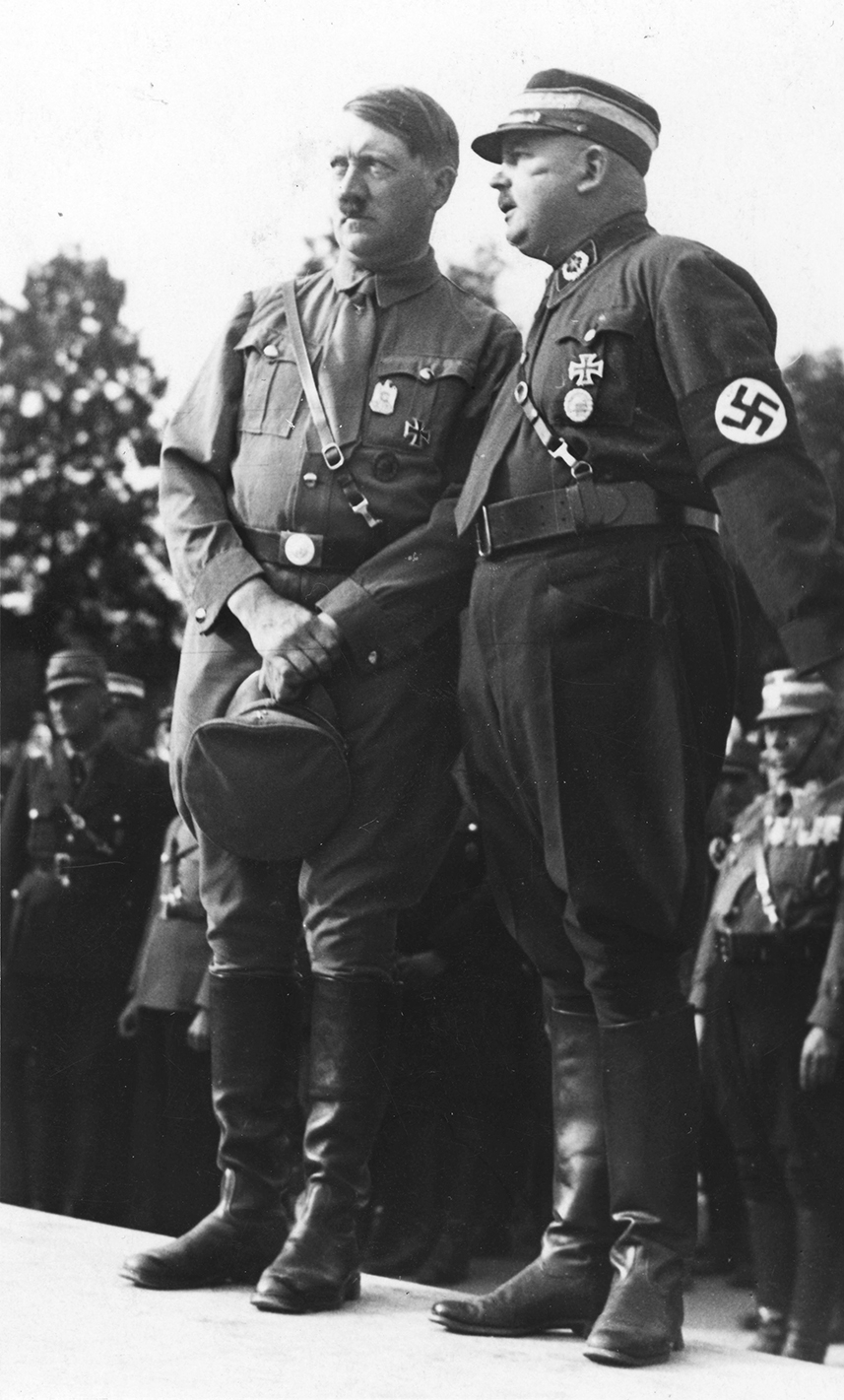
ارنست روهم در کنار هیتلر آگوست ۱۹۳۳

ارنست روهم در جریان جنگ جهانی اول در پیاده نظام ارتش باواریا برای آلمان جنگید و موفق به دریافت صلیب آهنین شد. وی در جبهه فرانسه به شدت زخمی شد و مجبور شد برای استراحت و بهبودی از جنگ دور بماند. پس از پایان جنگ جهانی اول، در تاریخ ۱۱ نوامبر ۱۹۱۸ میلادی، روهم برای سرکوب شورش کمونیست‌ها در آلمان یک گروه شبه نظامی در مونیخ ایجاد کرد. در سال ۱۹۱۹ او به حزب کارگران آلمان که بعدها به حزب ملی کارگران سوسیالیست آلمان تغییر پیدا کرد پیوست. روهم در اولین گام، یک گروه شبه نظامی برای این حزب تشکیل داد. عمده‌ترین فعالیت این گروه شبه‌نظامی، مبارزه با کمونیست‌ها و سرکوب یهودیان بود. پس از شکست کودتای مونیخ که به کودتای آبجو فروشی نیز مشهور است روهم، هیتلر و چند تن دیگر از اعضای حزب به دادگاه برده شدند. روهم مقصر شناخته شد و به یک سال حبس محکوم شد اما پس از سه ماه با قول به رفتار خوب و دوری از فعالیت‌های مشکوک سیاسی از زندان آزاد شد. در ماه آوریل ۱۹۲۴ هنگامی که هنوز هیتلر در زندان به سر می‌برد، روهم فعالیت‌های خود را در رایشتاگ (مجلس ملی آلمان) ادامه داد اما پس از مدتی در سال ۱۹۲۵ از رایشتاگ خارج و به بولیوی برای دادن مشاوره نظامی به ارتش آن کشور رفت.
پس از آنکه هیتلر از زندان آزاد شد فعالیت‌های حزبی را از سر گرفت. هیتلر در اواخر سال ۱۹۳۰ میلادی، پیامی برای روهم فرستاد و از وی درخواست کرد که به حزب برگشته و مسئولیت گروه شبه‌نظامی را قبول کند، روهم نیز این پیشنهاد را قبول کرد و در آوریل ۱۹۳۱ مجدداً کار خود را به عنوان رئیس اس آ از سر گرفت. گروه‌های شبه نظامی حزب نازی از جمله گروه طوفان و اس اس مجموعاً یک میلیون عضو داشتند و از نیروها، برای اجرای برنامه‌های سرکوب مخالفان حزب استفاده می‌شد. یکی دیگر از مسائلی که در مورد روهم گفته می‌شود موافقت او با مسئله همجنس‌گرایان بود و این امر با اهداف سایر نازی‌ها مغایرت داشت و آنها این کار روهم را یک رسوایی ملی می‌دانستند.

### مرگ
هاینریش هیملر رئیس اس اس، دیگر گروه شبه‌نظامی حزب نازی، یوزف گوبلز وزیر تبلیغات آلمان نازی و هرمان گورینگ، ارنست روهم را در مقابل خود می‌دیدند. هرمان گورینگ تصور می‌کرد با حذف ارنست روهم می‌تواند فرماندهی گروه اس آ را بر عهده بگیرد. پس با همکاری گشتاپو و دیگر رهبران حزب این طور وانمود کرد که روهم در پی مخالفت و توطئه علیه آدولف هیتلر است. در همین حال ارنست روهم به همراه چند تن از دوستانش در تعطیلات بودند. در ۲۸ ژوئن ۱۹۳۴ میلادی، هیتلر تمام سران حزب از جمله سران اس آ را به کنفرانسی در تاریخ ۳۰ ژوئن دعوت کرد و روهم نیز حضور در این کنفرانس را پذیرفت. پس از آمدن روهم، وی به اتهام خیانت به حزب نازی و برنامه‌ریزی به منظور توطئه علیه آدولف هیتلر دستگیر شد. به روهم این فرصت داده شد تا خودکشی کند اما روهم از این کار خودداری کرد و این امر موجب شد تا تئودور آیکه (که بعدها مسئول اردوگاه کار اجباری داخائو شد) به همراه میشل لیپرت با شلیک چند گلوله، ارنست روهم را در ۲ ژوئیه ۱۹۳۴ به قتل رساندند.